# Яндекс Банк
Яндекс Банк — российский коммерческий банк, владельцем которого является ООО Яндекс, полное наименование — «Акционерное общество „Яндекс Банк“». Головной офис находится в Москве.

## История

### Банк «Акрополь»
Банк «Акрополь» был создан в 1994 году, датой основания организация указывала 25 декабря. В 1996 году инфраструктура банка была полностью изменена.
По состоянию на 1 января 2001 года по сумме чистых активов банк занимал 321-ю строчку в России (546 млн руб). Согласно официальному сайту в то время занимался в том числе работой с недвижимостью (операции по оформлению в залог), также начал сотрудничать с предприятиями угольного комплекса и цветной металлургии. Газета Коммерсантъ в 2003 году писала, что банк был владельцем компании «Донуголь» в Ростовской области, вкладывал в угольные шахты и вёл переговоры со Сбербанком по получению кредита на 80 млн долларов.
По данным 2012 года банк вёл деятельность в Московском регионе, Ростове-на-Дону и Воронеже, и, как и ростовский «Донуголь», входил в «Группу Акрополь», которая специализировалась на горном бизнесе и принадлежала Ахмету Паланкоеву. В 2020 году банк был продан президенту группы компаний «Связной» Евгению Давыдовичу, однако, по сведениям «Коммерсантъ», планов использовать «Акрополь» для возобновления розничного банковского бизнеса у группы не было.

### Яндекс Банк
В начале 2021 года стало известно, что Яндекс планирует приобрести банк «Акрополь» ради его лицензий, в том числе банковской. Яндекс не собирался заниматься выдачей кредитов и открытием отделений, а намечал развитие собственного финтех-направления. Компания говорила про «развитие финансовых сервисов и новых продуктов». В июле 2021 сделка на сумму около 1,1 млрд рублей была закрыта, в сентябре «Акрополь» переименован в «Яндекс Банк». С весны 2022 года 100 % акций банка владеет юридическое лицо ООО «Яндекс. Маркет Лаб».
В конце 2021 года банк сообщил о планах кредитовать самозанятых водителей и курьеров, а также другие категорий людей, которые часто ограничены в получении кредитов. По мнению главы Яндекса Тиграна Худавердяна корпорация располагает большими объёмами данных и может использовать их для более полной оценки кредитоспособности таких групп.
Осенью 2022 года запущена виртуальная дебетовая карта «Карта Плюса», в декабре банк начал принимать вклады физических лиц. На конец 2022 года активы по РСБУ оценивались в 8,9 млрд рублей, собственные средства — 7,2 млрд рублей, чистый убыток составил 608 млн; банк также получил разрешение на увеличение уставного капитала, и в начале 2023 года тот вырос с 310 млн до 560 млн рублей.
В мае 2023 года «Яндекс Банк» был лишён брокерской лицензии. Банк пояснил, что решил отказаться от такой лицензии, сочтя подобные услуги «не приоритетными на данном этапе». Тем не менее, в августе предложены накопительные счета со ставкой в 13 % годовых и ежедневной выплатой процентов (сейвы). Аналитик финансовой группы «Финам» Леонид Делицын предположил, что при этом «Яндекс» будет пробовать занять значительную долю рынка, конкурируя не ставкой, а дополнительными функциями. Эксперт инвестиционной компании «ИВА Партнерс» Артем Шахурин счёл, что предложение накопительных счетов было ситуативным.
«Яндекс Банк» является карманным (кэптивным) банком корпорации и, по данным Коммерсантъ, стремится монетизировать большой поток клиентов, которые ищут товары на платформе «Яндекс.Маркет». Яндекс, как и маркетплейсы Озон и Вайлдберриз, пытается ограничить доступ чужих банков к клиентским базам и стремится обслуживать свои денежные потоки и партнёров по экосистеме напрямую, также поддерживая свои комплексные цифровые финансовые продукты и управляя себестоимостью собственных услуг. Артем Шахурин в 2023 году отмечал, что «Яндекс Банк» пока выполняет служебные функции, а его развитие в качестве полноценного банка потребует больших денежных и временных затрат.
По итогам первого полугодия 2024 года «Яндекс Банк» и «Озон Банк» обогнали крупные универсальные банки по темпам прироста вкладов физических лиц.

## Рейтинговые оценки
Рейтинговое агентство АКРА в 2022 году присвоило АО «Яндекс Банк» рейтинговую оценку A(RU)  со стабильным прогнозом. Рейтинг ежегодно подтверждался в 2023 и в 2024 годах.